# Kabupaten de Toraja du Nord
Le kabupaten de Toraja du Nord, en indonésien Kabupaten Toraja Utara, est un kabupaten de la province indonésienne de Sulawesi du Sud dans l'île de Célèbes. Son chef-lieu est Rantepao.

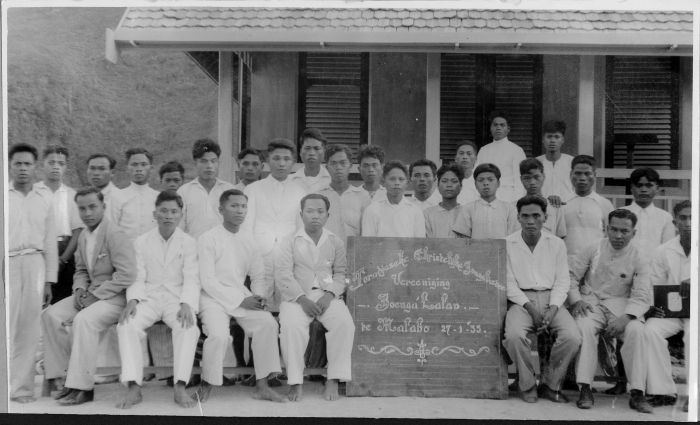
Mission chrétienne dans la régence de Tana Toraja, période coloniale des Pays-Bas